# 潘皮略萨
潘皮略萨是葡萄牙阿威罗区的一个堂区。总面积15.6平方公里，总人口4218人，人口密度354.8人/平方公里。